# SKA-1946 Sankt Petersburg
SKA-1946 Sankt Petersburg (ros. СКА-1946 Санкт-Петербург) – rosyjski klub hokeja na lodzie juniorów z siedzibą w Petersburgu.

## Historia
- SKA 2 Sankt Petersburg (–2009)
- SKA-1946 Sankt Petersburg (2009-)

Od 2009 drużyna występuje w rozgrywkach juniorskich MHL.
Zespół działa jako stowarzyszony z klubem seniorskim SKA Sankt Petersburg w rozgrywkach KHL, a także ze SKA-Niewa w WHL.

## Sukcesy
- Srebrny medal MHL: 2015, 2017, 2025
- Pierwsze miejsce w Konferencji Zachód w sezonie zasadniczym MHL: 2017, 2019, 2020
- Pierwsze miejsce w sezonie zasadniczym MHL: 2019, 2020
- Brązowy medal MHL: 2019
- Złoty medal MHL: 2020, 2022, 2024
- Puchar Charłamowa: 2022, 2024

## Szkoleniowcy
- Michaił Krawiec (2009, 2011-2012)[4]
- Ivano Zanatta (2009-1010)
- Michaił Krawiec (2011-2012)[5][6]
- Ilja Gorbuszyn (2012-2013)[7]
- Władimir Fiłatow (2013-2014)[8]
- Dmitrij Fokin (2014-2015)[9]
- Władimir Fiłatow, Wiktor Kowalonok, Piotr Worobjow (2015/2016)[10]
- Michaił Milochin (2016-2018)[11][12][12]
- Aleksandr Sawczenkow (2018-2019)[13]
- Lew Bierdiczewski (2019-2021)[14][15]
- Ilja Gorbuszyn, Dmitrij Wierszynin (2021/2022)[16]
- Władimir Fiłatow (2022/2023)[17]
- Pawieł Kanarski p.o. (2023-)[18]

Wiosną 2020  trenerem obrońców został Władimir Antipin.